# Спикерфон

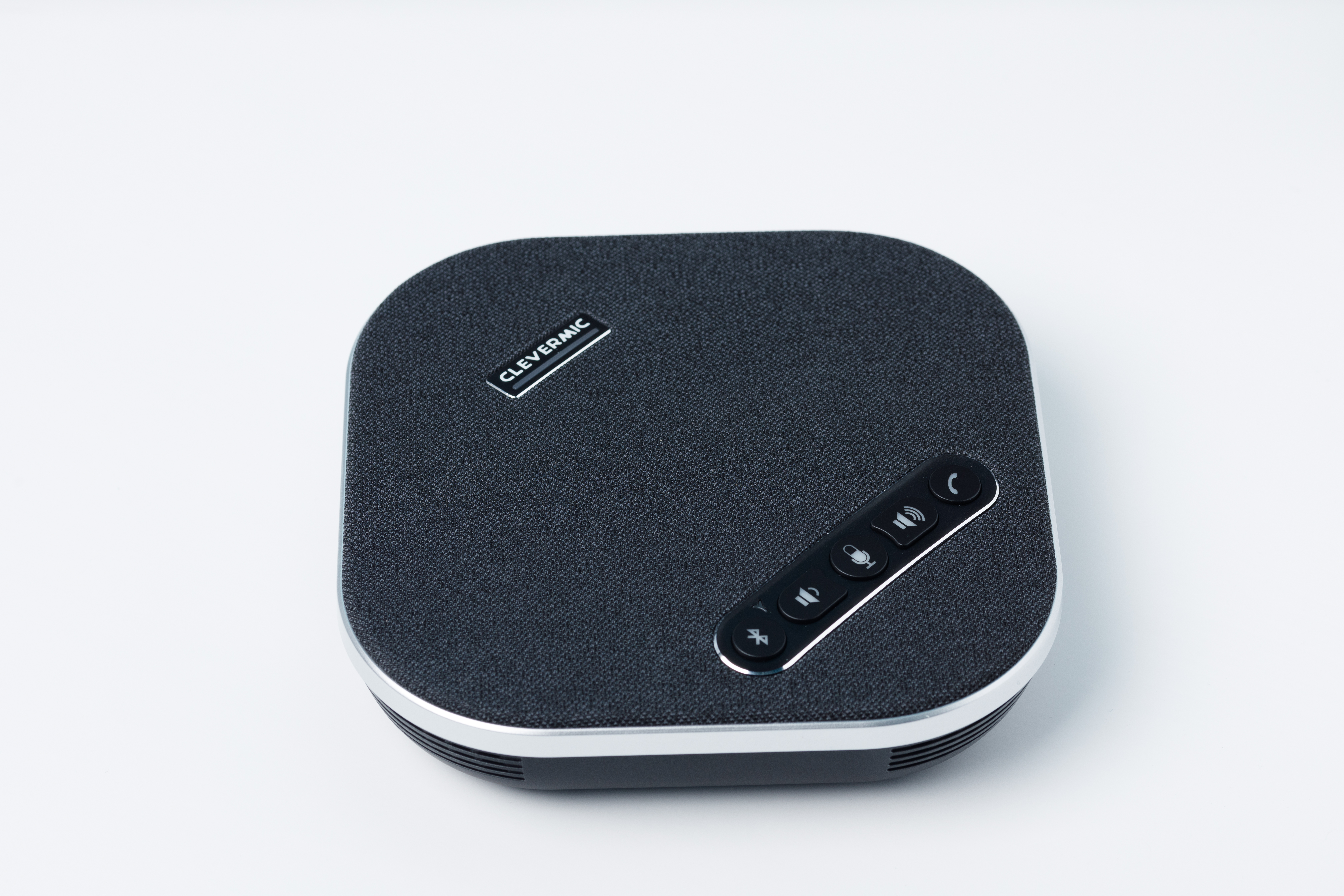
Спикерфон для видеоконференций CleverMic SP3 USB

Спикерфон — переговорное устройство громкой связи, состоящее из разнонаправленных микрофонов, динамика, системы шумо- и эхоподавления, а также внешних интерфейсов. Применяется для организации групповых аудио- и видеоконференций.

## Назначение
Спикерфон предназначен для организации простого и качественного общения по громкой связи группы людей с удаленным собеседником. Для полноценной работы спикерфон подключается к основному устройству (мобильному телефону, планшету или ПК) как периферийное или же аудиоустройство.
Спикерфоны используются:
- в составе системы конференц-связи;
- для привлечения к процессу совещания удаленного сотрудника или специалиста;
- для обычных звонков, подключая спикерфон к мобильному телефону, когда требуется свобода рук во время разговора;
- для видеозвонков, подключая спикерфон к ПК.

## Устройство
В первом приближении спикерфон состоит:
- громкоговоритель.
- микрофоны.

Захватом и воспроизведением голоса управляет встроенный DSP-процессор, а также очисткой от посторонних шумов и эффекта эхо. Как правило, в большинстве спикерфонов устанавливается адаптивный фильтр для удаления эталонных элементов «загрязненного сигнала».
В случае, если один спикерфон не справляется - можно объединить 2 и более устройств в единую цепь.

## Принцип действия
Спикерфон подключается к ПК по USB и воспринимается операционной системой как отдельное аудио устройство. Захват аудиосигнала производится массивом микрофонов, оцифровывается, фильтруются шумы, помехи и эхо, и передается в сеть. Так же спикерфон можно подключить как обычную гарнитуру и использовать с мобильным телефоном подобным образом.

## Дополнительные возможности
Объединение спикерфонов в единую цепь, для обеспечения захвата звука от большого количества участников конференции.